# Élections législatives de 1978 dans le Loiret
Les élections législatives françaises de 1978 se déroulent les 12 et 19 mars 1978. Dans le département du Loiret, quatre  députés sont à élire dans le cadre de quatre circonscriptions.

## Élus
| Circonscription | Député sortant  | Parti | Parti | Député élu ou réélu | Parti | Parti    |
| --------------- | --------------- | ----- | ----- | ------------------- | ----- | -------- |
| 1re             | Henri Duvillard |       | RPR   | Jacques Douffiagues |       | UDF (PR) |
| 2e              | Louis Sallé     |       | RPR   | Louis Sallé         |       | RPR      |
| 3e              | Gaston Girard   |       | RPR   | Gaston Girard       |       | RPR      |
| 4e              | Xavier Deniau   |       | RPR   | Xavier Deniau       |       | RPR      |

## Résultats

### Résultats à l'échelle du département
| Parti          | Parti                              | Premier tour | Premier tour | Second tour | Second tour | Sièges |
| Parti          | Parti                              | Voix         | %            | Voix        | %           | Sièges |
| -------------- | ---------------------------------- | ------------ | ------------ | ----------- | ----------- | ------ |
|                | Rassemblement pour la République   | 79 205       | 29,38        | 112 023     | 40,82       | 3      |
|                | Union pour la démocratie française | 45 936       | 17,04        | 42 026      | 15,31       | 1      |
|                | Divers droite                      | 11 484       | 4,26         | Retrait     | Retrait     | 0      |
|                | Divers droite (gaulliste)          | 1 104        | 0,41         |             |             | 0      |
|                | Majorité présidentielle            | 137 729      | 51,09        | 154 049     | 56,13       | 4      |
|                |                                    |              |              |             |             |        |
|                | Parti communiste français          | 55 134       | 20,45        | 60 022      | 21,87       | 0      |
|                | Parti socialiste                   | 53 603       | 19,88        | 60 363      | 22,00       | 0      |
|                | Mouvement des radicaux de gauche   | 4 027        | 1,49         |             |             | 0      |
|                | Union de la gauche                 | 112 764      | 41,83        | 120 385     | 43,87       | 0      |
|                |                                    |              |              |             |             |        |
|                | Extrême gauche                     | 8 186        | 3,04         |             |             | 0      |
|                | Gaullistes d'opposition            | 5 181        | 1,92         | 0           |             |        |
|                | Écologie 78                        | 2 193        | 0,81         | 0           |             |        |
|                | Extrême droite                     | 2 008        | 0,74         | 0           |             |        |
|                | Divers                             | 1 506        | 0,56         | 0           |             |        |
|                |                                    |              |              |             |             |        |
| Inscrits       | Inscrits                           | 325 186      | 100,00       | 324 167     | 100,00      | 4      |
| Abstentions    | Abstentions                        | 48 865       | 15,03        | 42 020      | 12,96       |        |
| Votants        | Votants                            | 276 321      | 84,97        | 282 147     | 87,04       |        |
| Blancs et nuls | Blancs et nuls                     | 6 754        | 2,44         | 7 713       | 2,73        |        |
| Exprimés       | Exprimés                           | 269 567      | 97,56        | 274 434     | 97,27       |        |

### Résultats par circonscription

#### Première circonscription (Orléans-Est)
| Candidat       | Candidat                | Parti          | Premier tour | Premier tour | Second tour | Second tour |  |
| Candidat       | Candidat                | Parti          | Voix         | %            | Voix        | %           |  |
| -------------- | ----------------------- | -------------- | ------------ | ------------ | ----------- | ----------- |  |
|                | Jacques Douffiagues élu | UDF (PR)       | 21 696       | 29,63        | 42 026      | 55,52       |  |
|                | Michel de La Fournière  | PS             | 16 098       | 21,99        | 33 666      | 44,48       |  |
|                | Gaston Galloux          | RPR            | 14 941       | 20,41        | Retrait     | Retrait     |  |
|                | Noël Bizouerne          | PCF            | 11 632       | 15,89        | Retrait     | Retrait     |  |
|                | Jean Sabatte            | MRG            | 2 686        | 3,67         |             |             |  |
|                | Léon Hadijanin          | PSD            | 1 928        | 2,63         |             |             |  |
|                | Christiane Hauchère     | LO             | 1 653        | 2,26         |             |             |  |
|                | Yves van Ghele          | PFN            | 1 060        | 1,45         |             |             |  |
|                | Denis Rouet             | LCR            | 677          | 0,92         |             |             |  |
|                | Maurice Battais         | FRP            | 455          | 0,62         |             |             |  |
|                | Paul Mercy              | UOPDP          | 395          | 0,54         |             |             |  |
|                |                         |                |              |              |             |             |  |
| Inscrits       | Inscrits                | Inscrits       | 89 399       | 100,00       | 89 261      | 100,00      |  |
| Abstentions    | Abstentions             | Abstentions    | 14 181       | 15,86        | 11 965      | 13,4        |  |
| Votants        | Votants                 | Votants        | 75 218       | 84,14        | 77 296      | 86,6        |  |
| Blancs et nuls | Blancs et nuls          | Blancs et nuls | 1 997        | 2,65         | 1 604       | 2,08        |  |
| Exprimés       | Exprimés                | Exprimés       | 73 221       | 97,35        | 75 692      | 97,92       |  |

#### Deuxième circonscription (Orléans-Ouest)
| Candidat       | Candidat                  | Parti                     | Premier tour | Premier tour | Second tour | Second tour |  |
| Candidat       | Candidat                  | Parti                     | Voix         | %            | Voix        | %           |  |
| -------------- | ------------------------- | ------------------------- | ------------ | ------------ | ----------- | ----------- |  |
|                | Louis Sallé sortant réélu | RPR                       | 19 989       | 27,87        | 39 130      | 53,67       |  |
|                | André Chène               | PCF                       | 18 187       | 25,36        | 33 784      | 46,33       |  |
|                | Jean-Claude Portheault    | PS                        | 13 996       | 19,52        | Retrait     | Retrait     |  |
|                | Claude Émonet             | UDF (CDS)                 | 11 927       | 16,63        | Retrait     | Retrait     |  |
|                | Philippe Rouillac         | MDD                       | 2 651        | 3,7          |             |             |  |
|                | Serge Vassal              | MRG                       | 1 341        | 1,87         |             |             |  |
|                | André Chollier            | Divers droite (Gaulliste) | 1 104        | 1,54         |             |             |  |
|                | Patrick Costard           | LO                        | 1 033        | 1,44         |             |             |  |
|                | Christine Deville         | LCR                       | 601          | 0,84         |             |             |  |
|                | Paul Lacombe              | UGP                       | 534          | 0,74         |             |             |  |
|                | Michel Gaurant            | UOPDP                     | 351          | 0,49         |             |             |  |
|                |                           |                           |              |              |             |             |  |
| Inscrits       | Inscrits                  | Inscrits                  | 86 308       | 100,00       | 86 181      | 100,00      |  |
| Abstentions    | Abstentions               | Abstentions               | 12 690       | 14,7         | 10 662      | 12,37       |  |
| Votants        | Votants                   | Votants                   | 73 618       | 85,3         | 75 519      | 87,63       |  |
| Blancs et nuls | Blancs et nuls            | Blancs et nuls            | 1 904        | 2,59         | 2 605       | 3,45        |  |
| Exprimés       | Exprimés                  | Exprimés                  | 71 714       | 97,41        | 72 914      | 96,55       |  |

#### Troisième circonscription (Pithiviers)
| Candidat       | Candidat                    | Parti              | Premier tour | Premier tour | Second tour | Second tour |  |
| Candidat       | Candidat                    | Parti              | Voix         | %            | Voix        | %           |  |
| -------------- | --------------------------- | ------------------ | ------------ | ------------ | ----------- | ----------- |  |
|                | Gaston Girard sortant réélu | RPR                | 12 364       | 20,71        | 34 499      | 56,37       |  |
|                | Chantal Brunel              | UDF (PR)           | 12 313       | 20,63        | Retrait     | Retrait     |  |
|                | René Alaux                  | PS                 | 12 305       | 20,61        | 26 697      | 43,63       |  |
|                | Alain Avril                 | PCF                | 9 528        | 15,96        | Retrait     | Retrait     |  |
|                | Bernard Charpentier         | Divers droite      | 9 056        | 15,17        | Retrait     | Retrait     |  |
|                | Annie Cassin                | LO                 | 2 121        | 3,55         |             |             |  |
|                | Christian Baroni            | Divers             | 1 506        | 2,52         |             |             |  |
|                | Jean-Jacques Dumont-Pallier | Divers droite (DC) | 500          | 0,84         |             |             |  |
|                |                             |                    |              |              |             |             |  |
| Inscrits       | Inscrits                    | Inscrits           | 72 254       | 100,00       | 72 000      | 100,00      |  |
| Abstentions    | Abstentions                 | Abstentions        | 10 898       | 15,08        | 9 295       | 12,91       |  |
| Votants        | Votants                     | Votants            | 61 356       | 84,92        | 62 705      | 87,09       |  |
| Blancs et nuls | Blancs et nuls              | Blancs et nuls     | 1 663        | 2,71         | 1 509       | 2,41        |  |
| Exprimés       | Exprimés                    | Exprimés           | 59 693       | 97,29        | 61 196      | 97,59       |  |

#### Quatrième circonscription (Montargis - Gien)
| Candidat       | Candidat                    | Parti          | Premier tour | Premier tour | Second tour | Second tour |  |
| Candidat       | Candidat                    | Parti          | Voix         | %            | Voix        | %           |  |
| -------------- | --------------------------- | -------------- | ------------ | ------------ | ----------- | ----------- |  |
|                | Xavier Deniau sortant réélu | RPR            | 31 911       | 49,14        | 38 394      | 59,4        |  |
|                | Max Nublat                  | PCF            | 15 787       | 24,31        | 26 238      | 40,6        |  |
|                | Claude Dupont               | PS             | 11 204       | 17,25        | Retrait     | Retrait     |  |
|                | Gilbert Baumgartner         | Écologie 78    | 2 193        | 3,38         |             |             |  |
|                | Alain Bornet                | MDD            | 1 108        | 1,71         |             |             |  |
|                | Pierre Hamard               | Extrême droite | 948          | 1,46         |             |             |  |
|                | Pascale Juhel               | LO             | 911          | 1,4          |             |             |  |
|                | Michel Hournon              | LCR            | 444          | 0,68         |             |             |  |
|                | Ginette Lomon               | UGP            | 433          | 0,67         |             |             |  |
|                |                             |                |              |              |             |             |  |
| Inscrits       | Inscrits                    | Inscrits       | 77 225       | 100,00       | 76 725      | 100,00      |  |
| Abstentions    | Abstentions                 | Abstentions    | 11 096       | 14,37        | 10 098      | 13,16       |  |
| Votants        | Votants                     | Votants        | 66 129       | 85,63        | 66 627      | 86,84       |  |
| Blancs et nuls | Blancs et nuls              | Blancs et nuls | 1 190        | 1,8          | 1 995       | 2,99        |  |
| Exprimés       | Exprimés                    | Exprimés       | 64 939       | 98,2         | 64 632      | 97,01       |  |